# Phyllonorycter ringoniella
Phyllonorycter ringoniella là một loài bướm đêm thuộc họ Gracillariidae. Nó được tìm thấy ở Nhật Bản (Hokkaido và Honsyu), Trung Quốc, Hàn Quốc và vùng Viễn Đông Nga.
Sải cánh dài 6.5-7.5 mm.
Ấu trùng ăn Malus pumila, Malus baccata, Malus domestica, Malus mandshurica, Malus sieboldii, Malus toringo, Prunus avium, Prunus salicina và Pyrus species. Chúng ăn lá nơi chúng làm tổ. The mine is ptychonomous và located on the space between two veins of the lower surface of the leaf.